# Sortavala
Sortavala (in russo Сортавала?, in finnico Sortavala, in careliano Sordavala), fino al 1928 Serdobol' (in russo Сердоболь?) è una città della Russia, capoluogo del Sortaval'skij rajon nella Repubblica di Carelia.

## Storia
L'insediamento, le cui prime notizie risalgono al 1468, ricevette lo status di città una prima volta nel 1632 e poi nel 1783.